# 徳川英子
徳川 英子（とくがわ えいこ、1887年（明治20年）3月22日 - 1924年（大正13年）7月5日）は、明治時代・大正時代の女性。水戸徳川家13代当主・徳川圀順の妻。父は江戸幕府の15代将軍・徳川慶喜。母は新村信。

## 生涯
江戸幕府の15代将軍・徳川慶喜とその側室・新村信の娘として生まれる。1911年（明治44年）4月29日に水戸徳川家13代当主・徳川圀順と結婚。圀順との間には4男1女を出産。
1924年（大正13年）7月5日、死去。